# 中国林蛙
中国林蛙（学名：Rana chensinensis），又称红肚田鸡，北京、东北称哈士蟆或哈什蟆，是蛙属的一种两栖动物。
目前野生的中国林蛙属于“国家重点保护野生药材物种”和“国家保护的有益的或者有重要经济、科学研究价值的陆生野生动物”（即“三有动物”），捕捉受严格控制。人工饲养的则除外。

## 特征

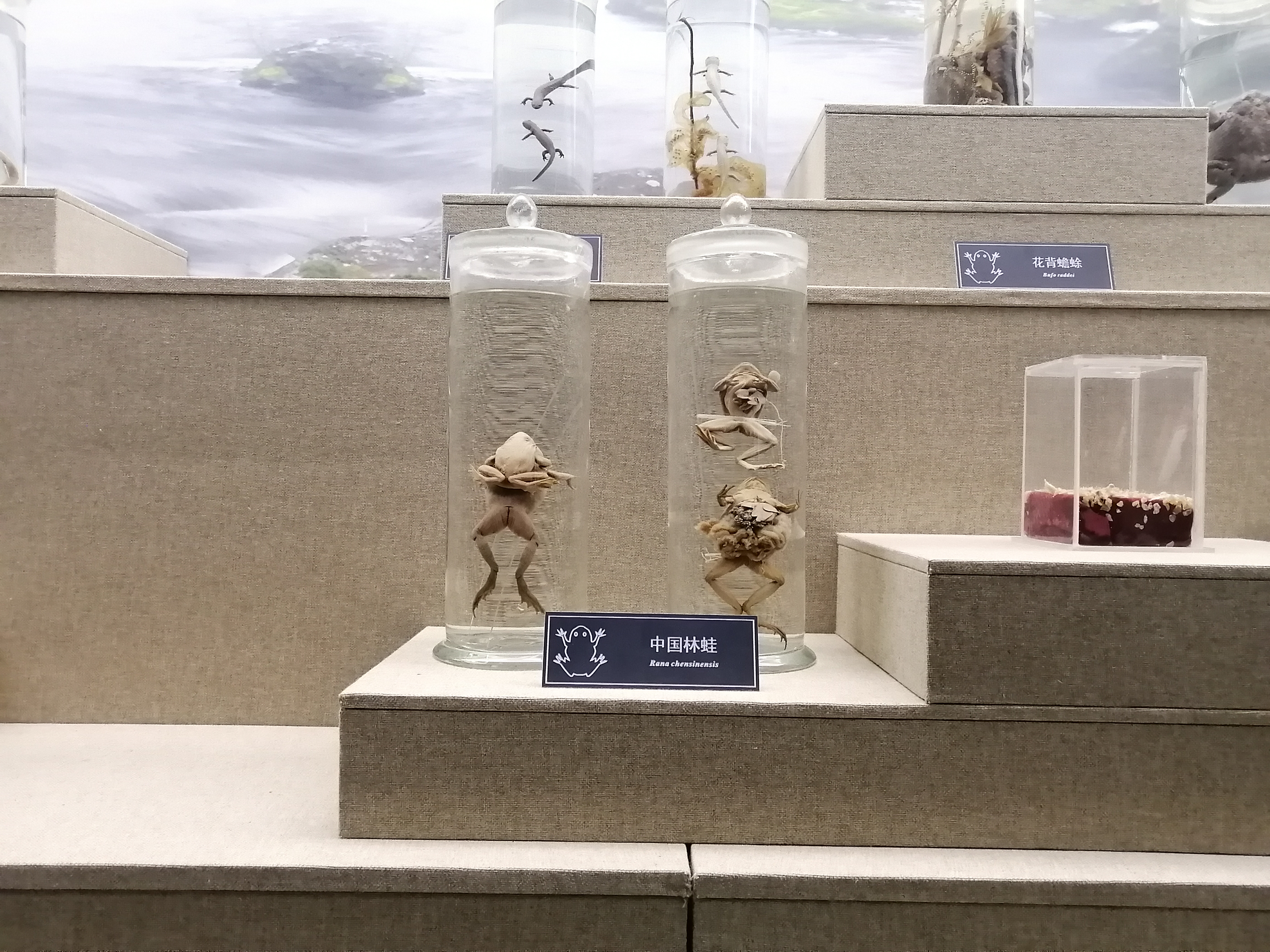
长白山自然博物馆的中國林蛙標本

状如青蛙。雌蛙体长7-9厘米，雄蛙较小。其头长宽相等，鼓膜处有一黑色三角状。四肢有横纹，后肢长，蹼发达。秋季皮肤呈褐色，夏季黄褐色。腹面雄蛙乳白色，雌蛙红黄色。

## 习性
主要生长在中国东北的长白山、松花江和鸭绿江上游森林地区。河北省、河南省、山东省、四川省、山西省，陕西省和青海省等处也有分布。捕食昆虫为食，每年可吃掉3万只昆虫。冬季聚集起来在地下冬眠。生长期为5－7年。

## 用途

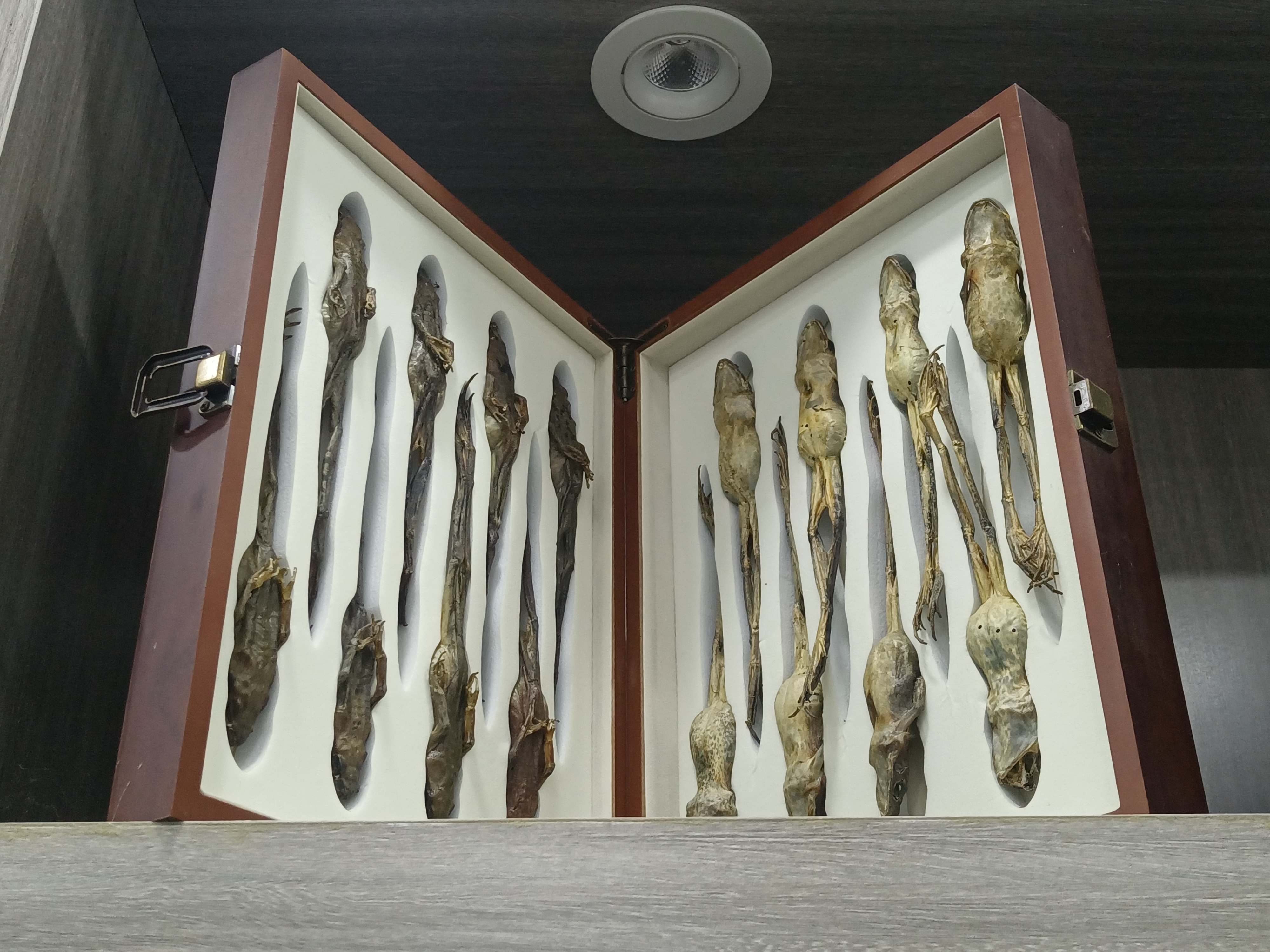
市场出售的林蛙油礼盒

肉可以食用，但主要经济价值在于其雌性的输卵管及卵巢之间的脂肪，干燥后称哈士蟆油或雪蛤，英译。同属的黑龙江林蛙（R. amurensis）也可用来制哈士蟆油。1千克哈士蟆油需要约300只雌蛙，因而价格昂贵。
富含蛋白质，是中国菜的山珍之一，被认为有强壮滋补的作用。与猴头蘑、熊掌、飞龙并称“四大山珍”，在清朝被认为是“上八珍”之一，为滿漢全席所用。从中国大陸北方到南方，包括香港，台湾等都有食用。烹调时用清水泡发，然后炖制汤和甜品。
中医认为有补虚、润肺、补肾、养阴的性能，用来治疗身体衰弱、产后虚弱、肺结核，失眠、盗汗等疾病和症状。